# 議會廣場

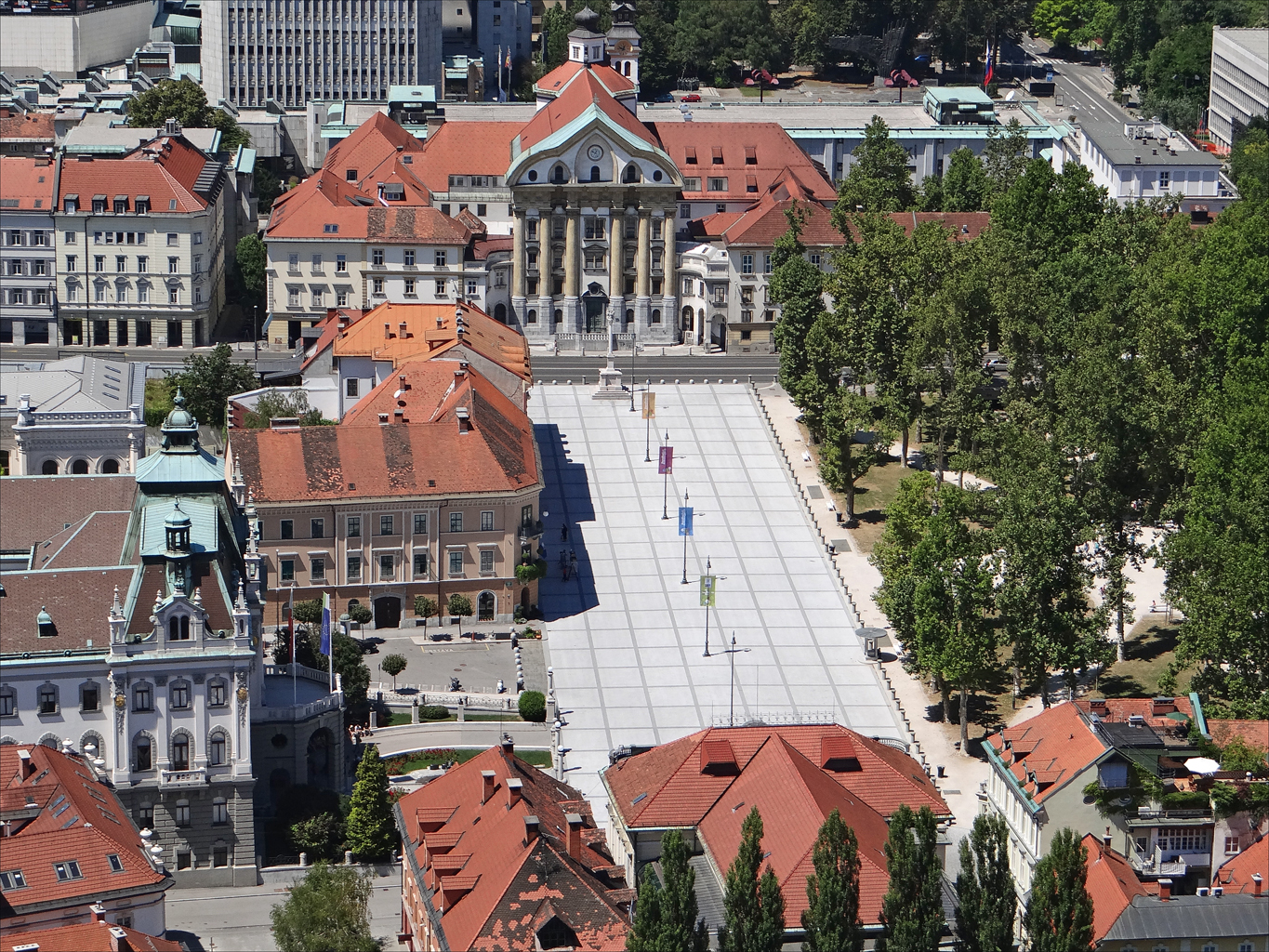
議會廣場

議會廣場是位於斯洛維尼亞首都盧比安納的一個廣場。廣場修建於1821年。共產主義時期，議會廣場曾名為革命廣場。1988年6月22日，議會廣場成為斯洛維尼亞獨立革命的起點。

## 圖集

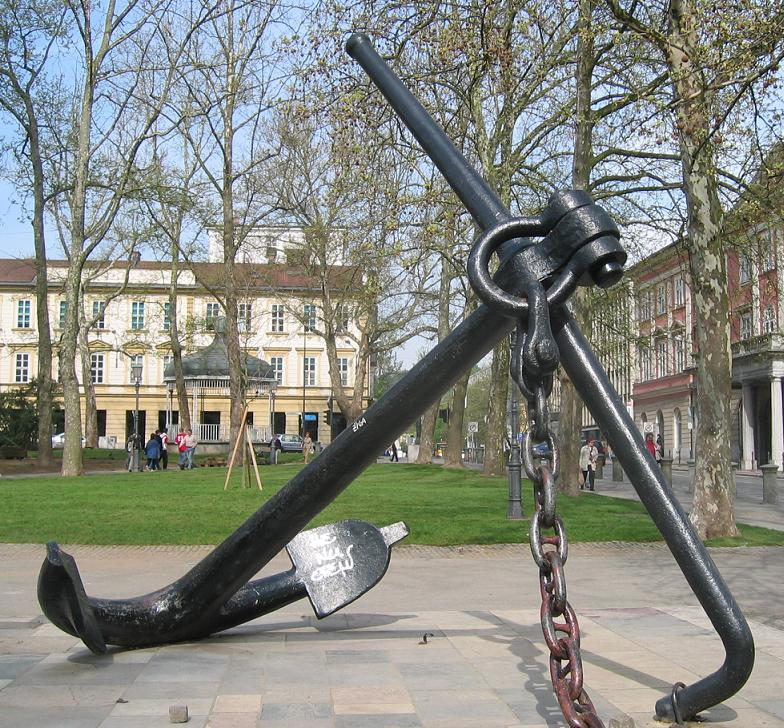
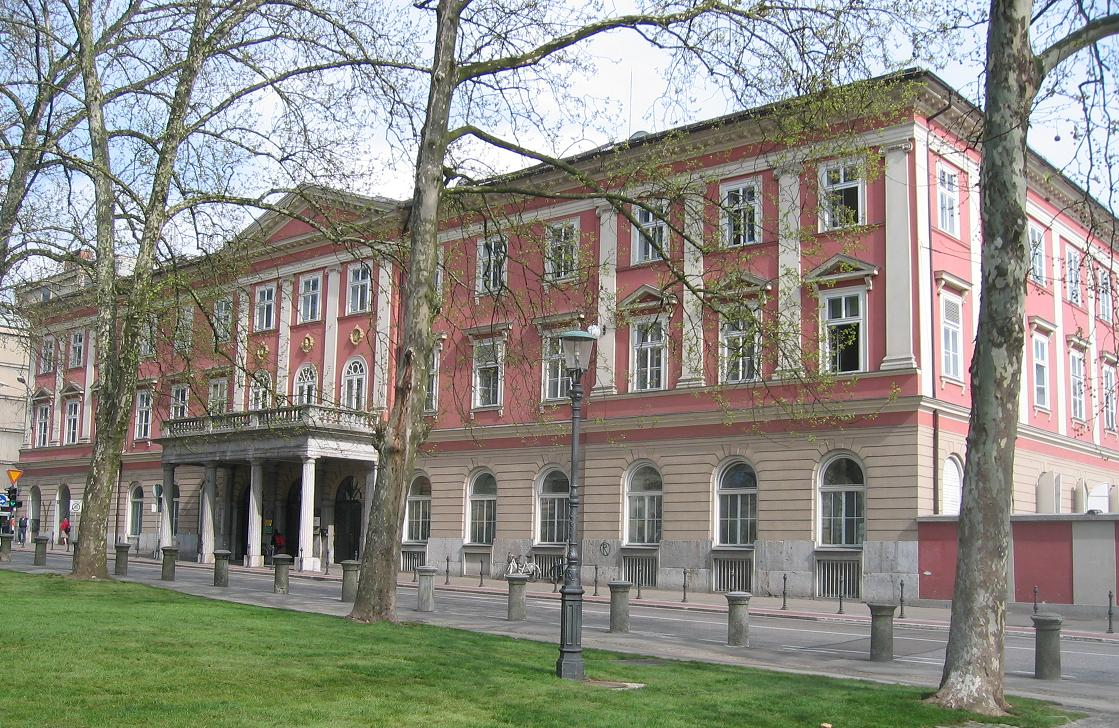
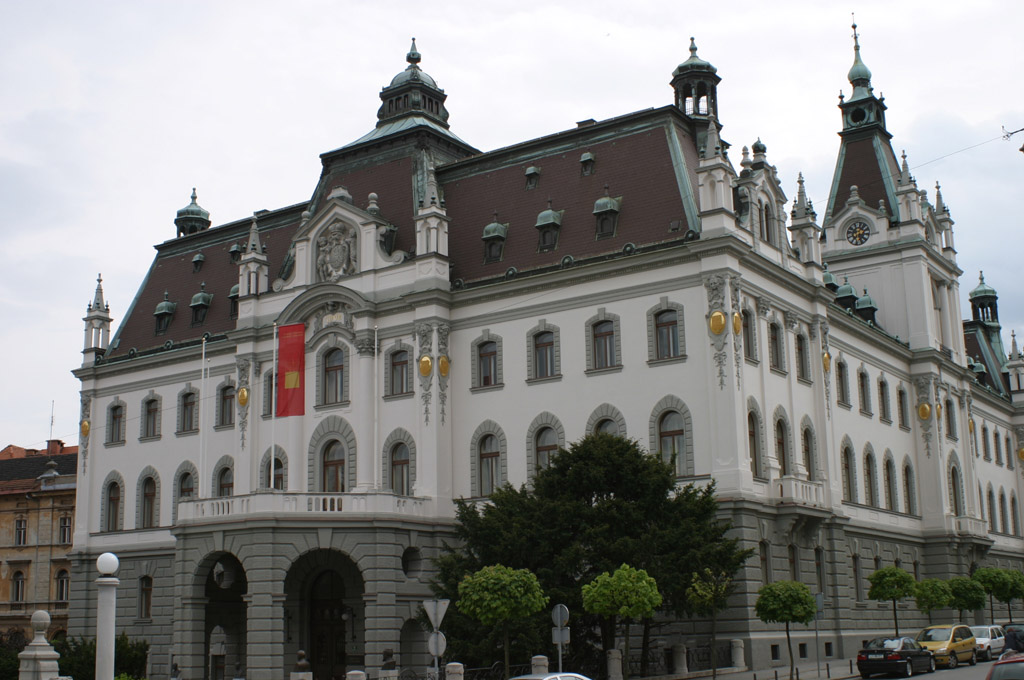
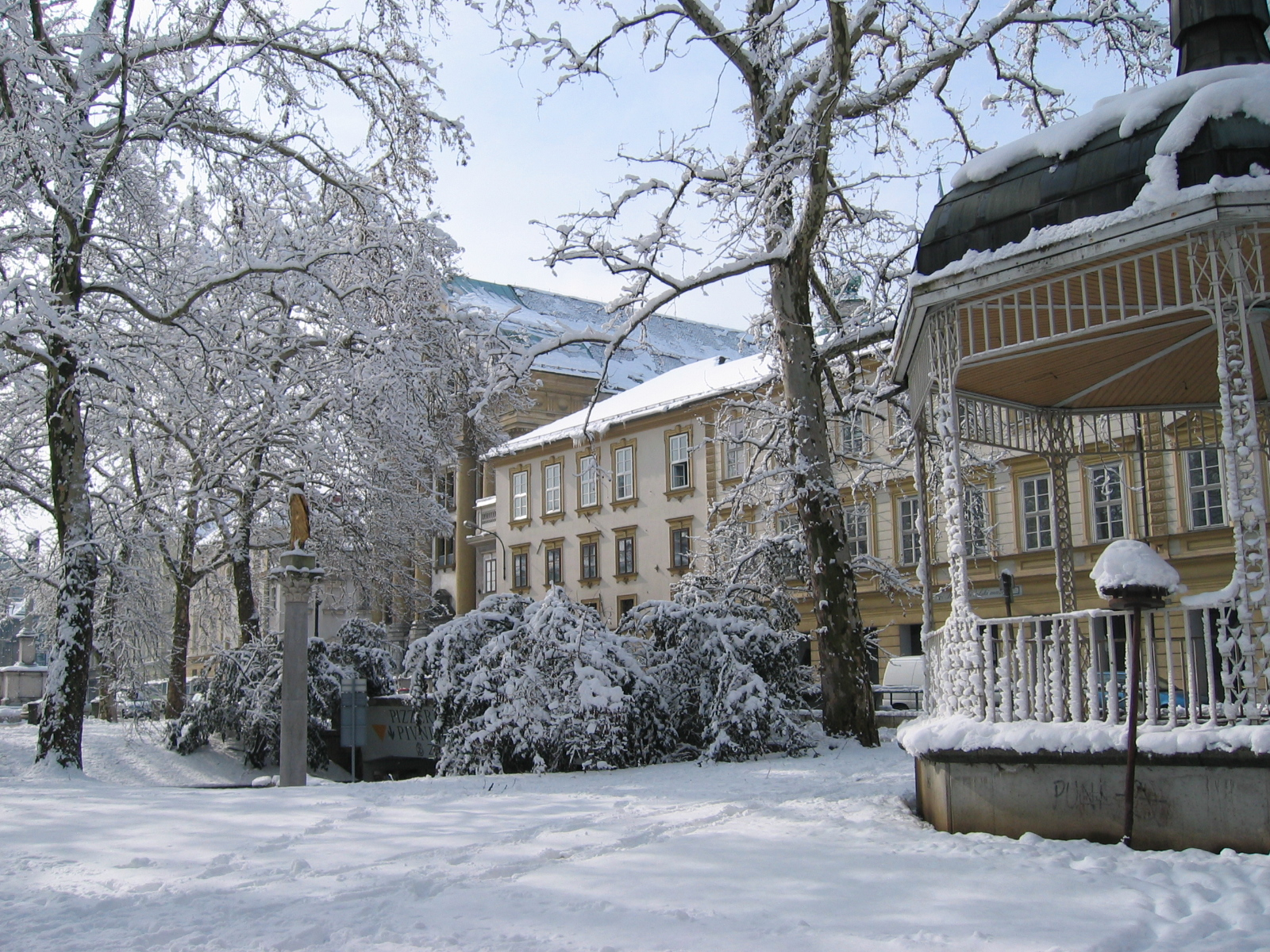
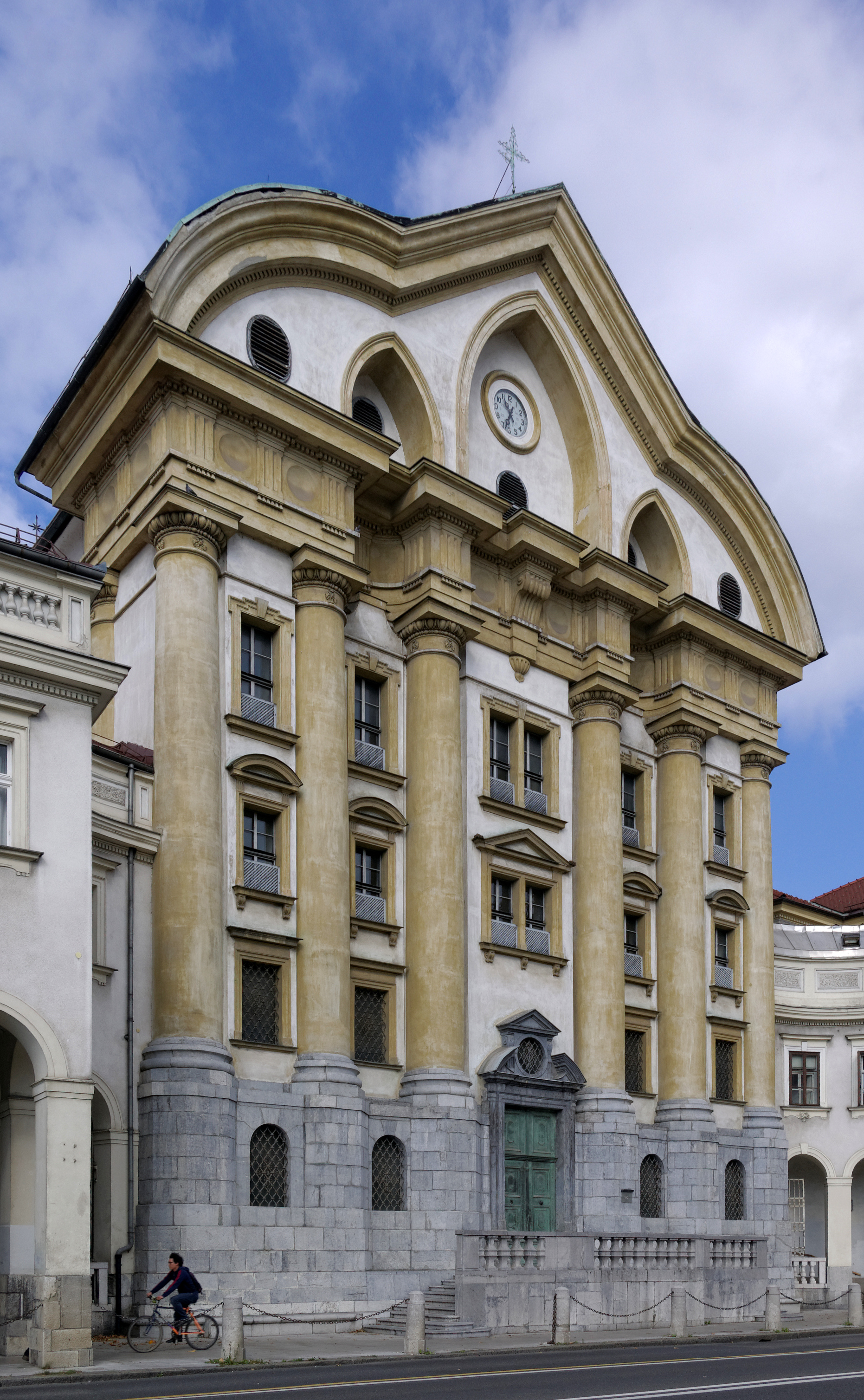
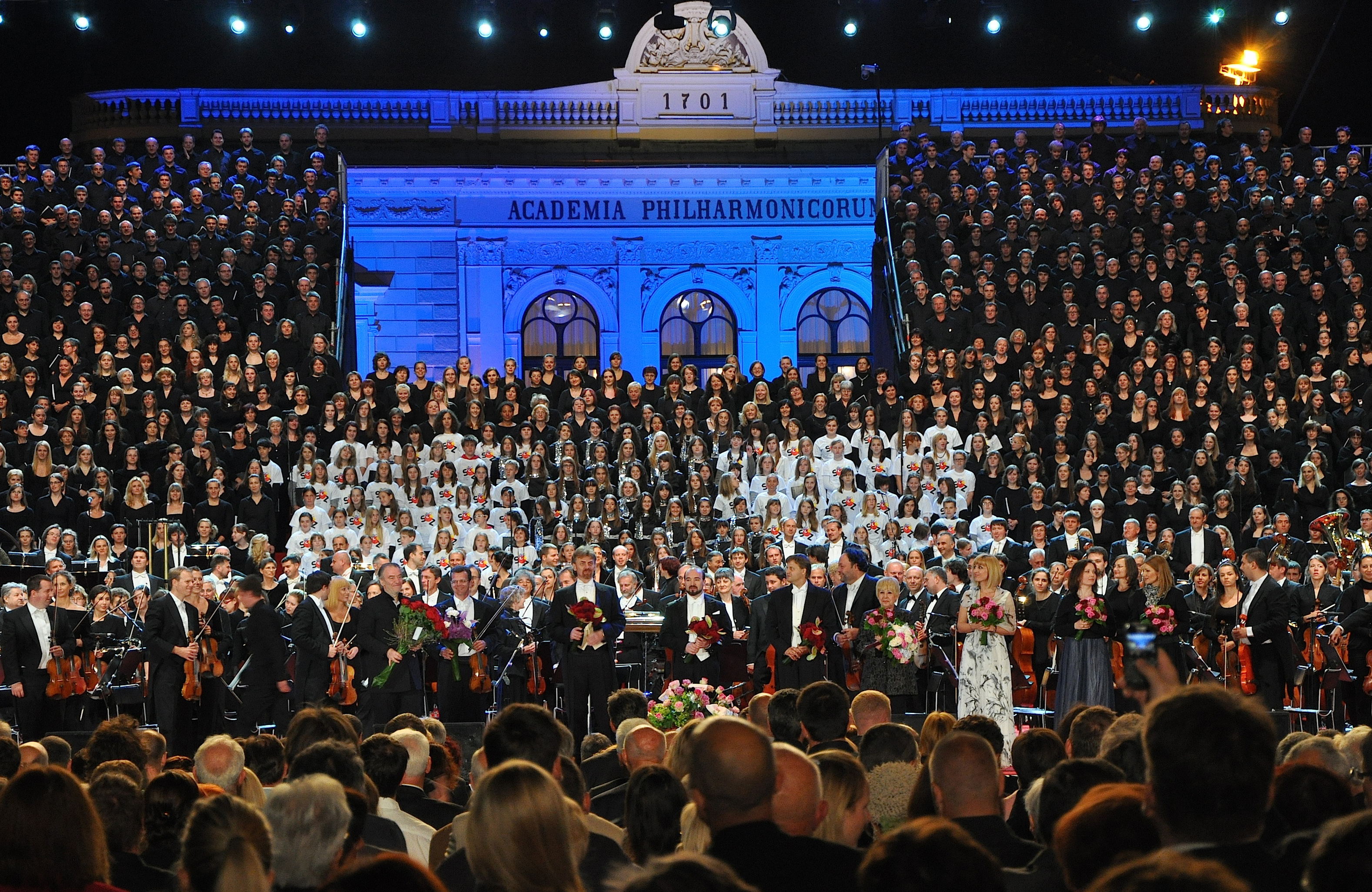
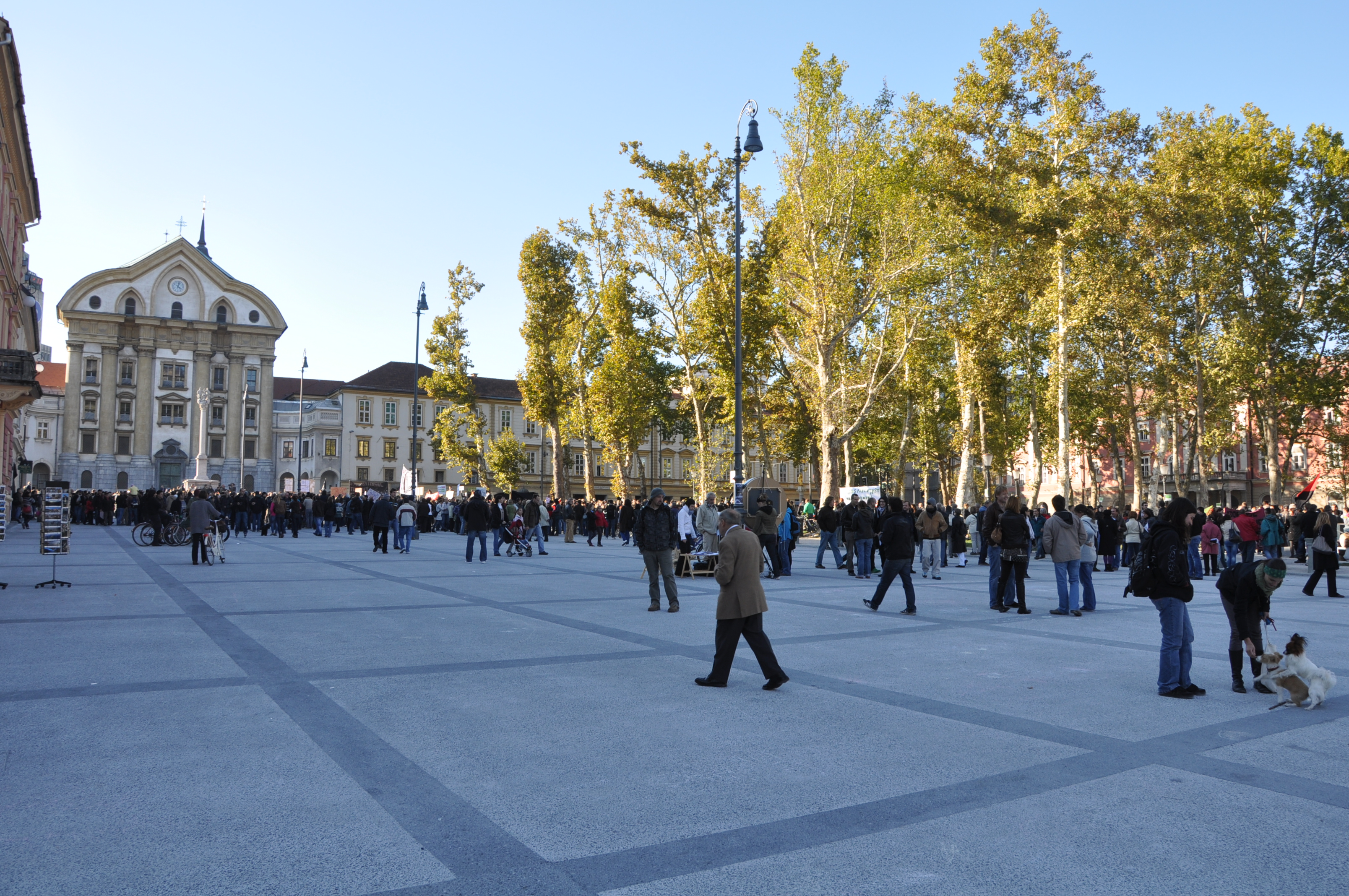
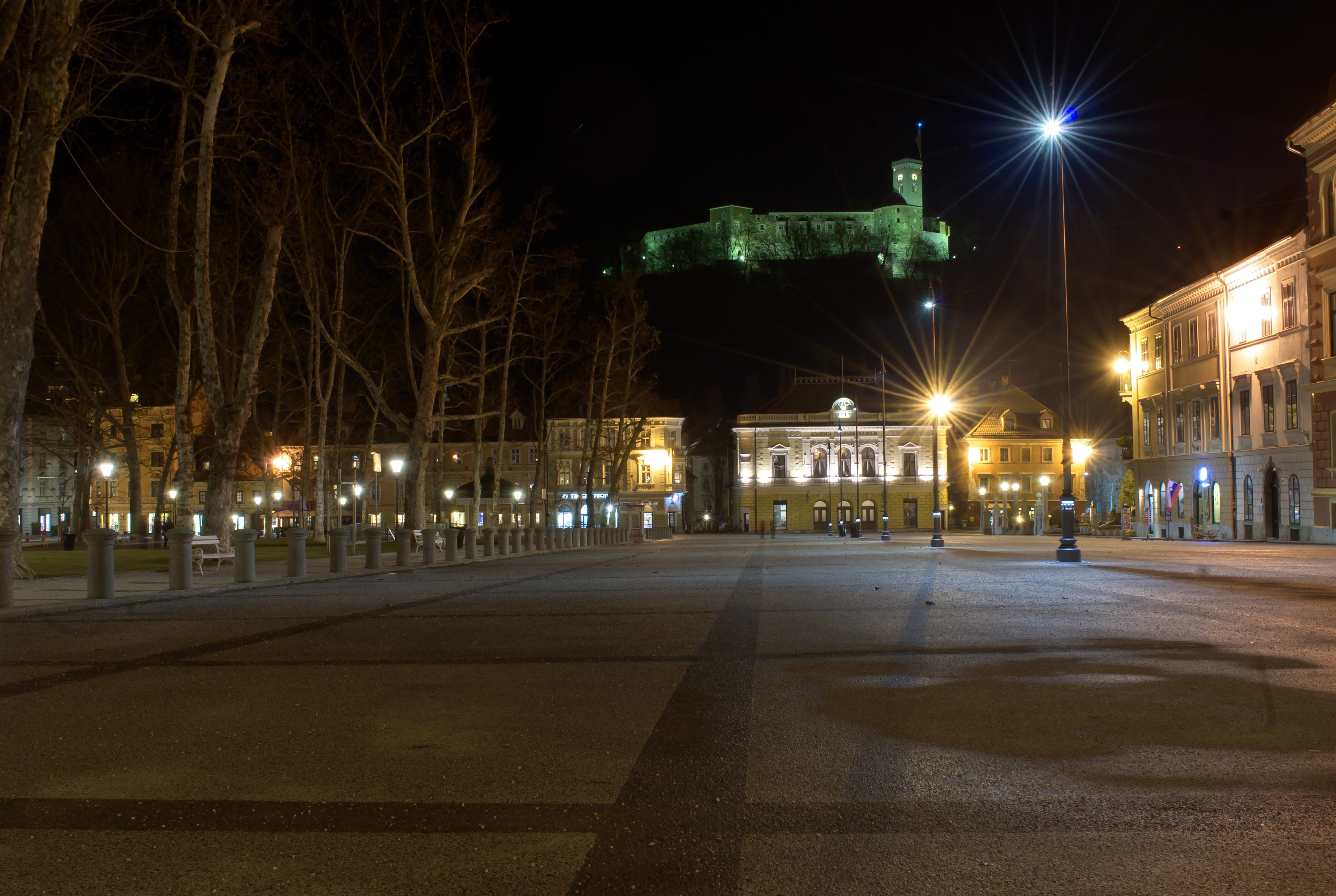
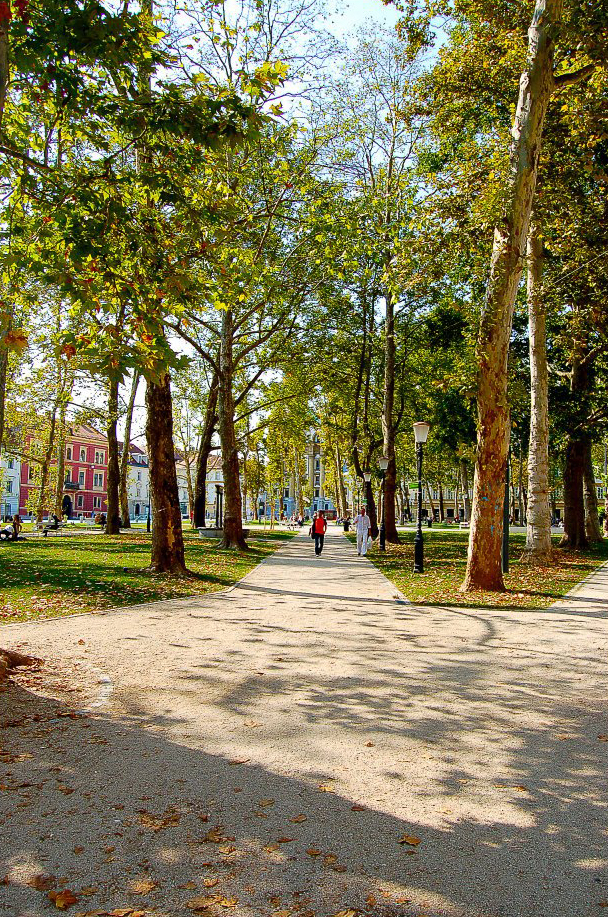
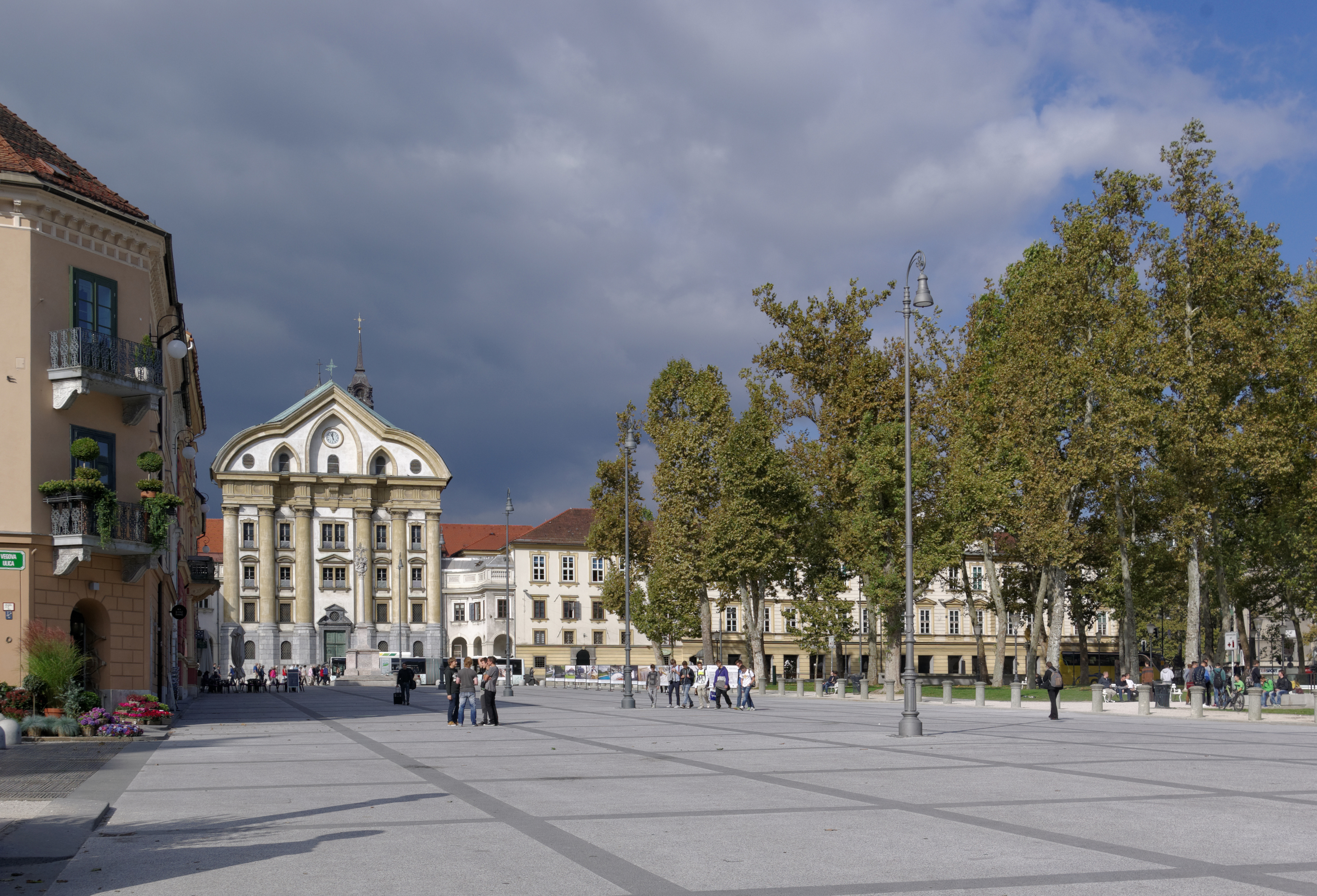